# Luboch
Der Luboch ist ein Berg auf dem westlichen Schlesischen Kamm des Riesengebirges an der tschechisch-polnischen Grenze.

## Lage
Der Gipfel, der auf Deutsch auch Wasserkoppe genannt wird, liegt zwischen den Bergen Reifträger (poln. Szrenica) im Osten und Kamenec (Steindlberg) westsüdwestlich oberhalb des Wegs der polnisch-tschechischen Freundschaft (Kammweg).
Talorte sind Harrachov (Harrachsdorf), ca. 4,5 km südwestlich und Szklarska Poręba (Schreiberhau), das knapp 5 km entfernt in nordnordöstlicher Richtung liegt.

### Nahegelegene Gipfel
| Mumlavská hora | Przedział |          |
| Jakšin         | Kompass   | Szrenica |
| Kamenec        | Plešivec  | Kotel    |

## Hydrologie
Der Südhang entwässert in die Velka Mumlava, dem linken Quellbach der Mumlava (Mummel). Am Nordhang liegt ein ausgedehntes Torfmoor mit Namen Hala Szrenicka (deutsch Grenzwiese). Hier entspringt in einer Höhe von 1260 m der Zackel (alternativ Zackerle, poln. Kamieńczyk), ein Nebenfluss des Zacken (poln. Kamienna).

## Vegetation
Der Gipfel liegt über der Baumgrenze und ist mit Granitbrocken bedeckt, was auch im polnischen Namen ausgedrückt wird – Kamiennik bedeutet ungefähr „der Steinige“. Zwischen den Gesteinstrümmern, die mit Flechten bewachsen sind, wuchern Latschen und Borstgras. In den tieferen Lagen wächst Gebirgsnadelwald, der hauptsächlich aus Fichten besteht. Die Flora der „Grenzwiese“ entspricht der für ein Moorgebiet typischen Pflanzengemeinschaft aus Seggen und Binsen.

## Tourismus und Naturschutz
Inmitten dieses Feuchtgebiets unterhalb des Reifträgerkegels liegt die Neue Schlesische Baude (Schronisko na Hali Szrenickiej) auf ungefähr 1200 m Höhe. Sie kann zu Fuß über einen rot markierten Weg, vorbei am Zackelfall (Wodospad Kamieńczyka) und der Zackelfallbaude (Kamieńczyk-Hütte), von Schreiberhau aus erreicht werden.
Der Luboch liegt auf dem Gebiet des Karkonoski Park Narodowy (KPN) in Polen und in Tschechien im Krkonošský národní park (KRNAP). Daher ist der Gipfel nicht zugänglich, denn die befestigten Wege dürfen nicht verlassen werden.

## Bilder aus der Umgebung

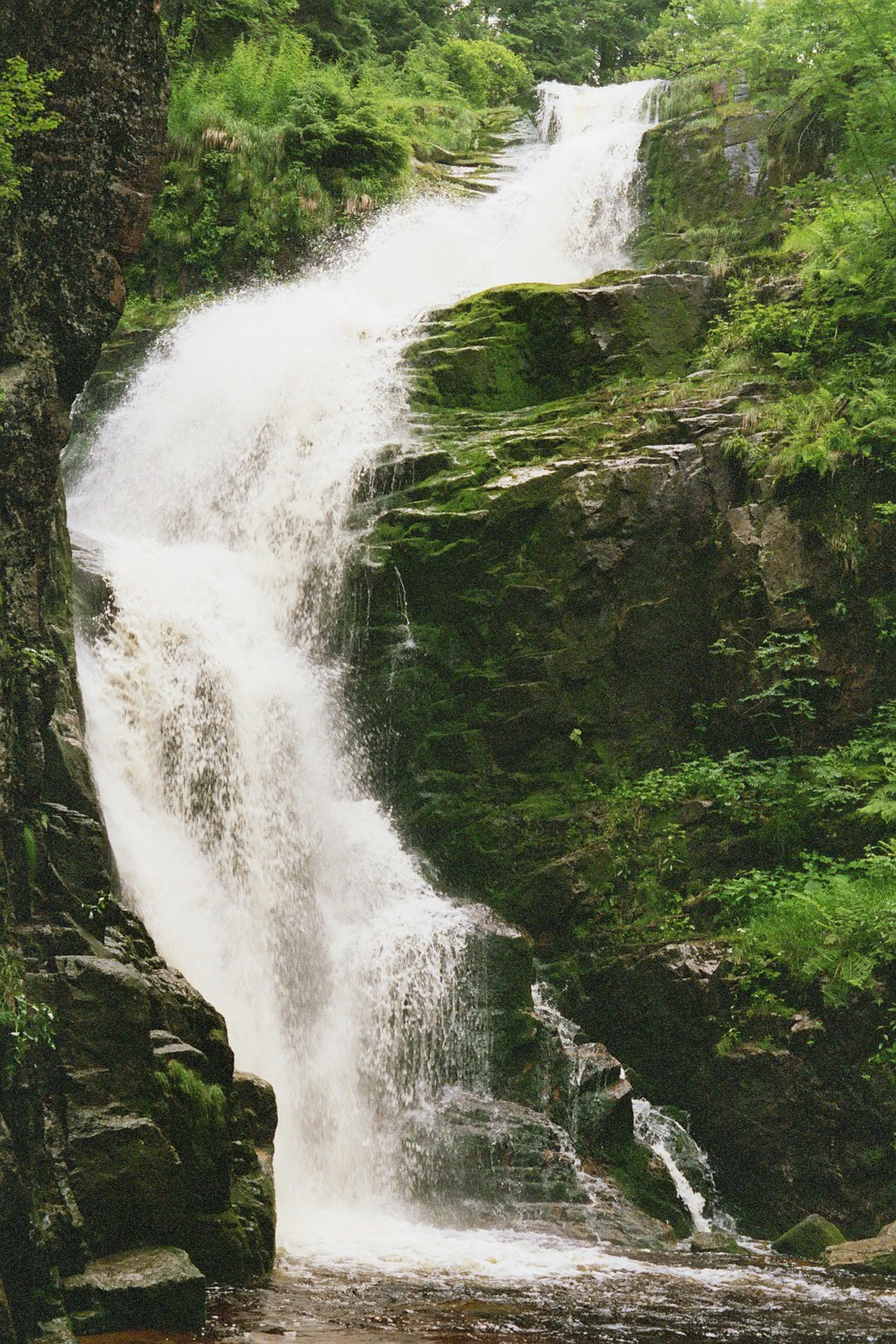
Zackelfall und ...

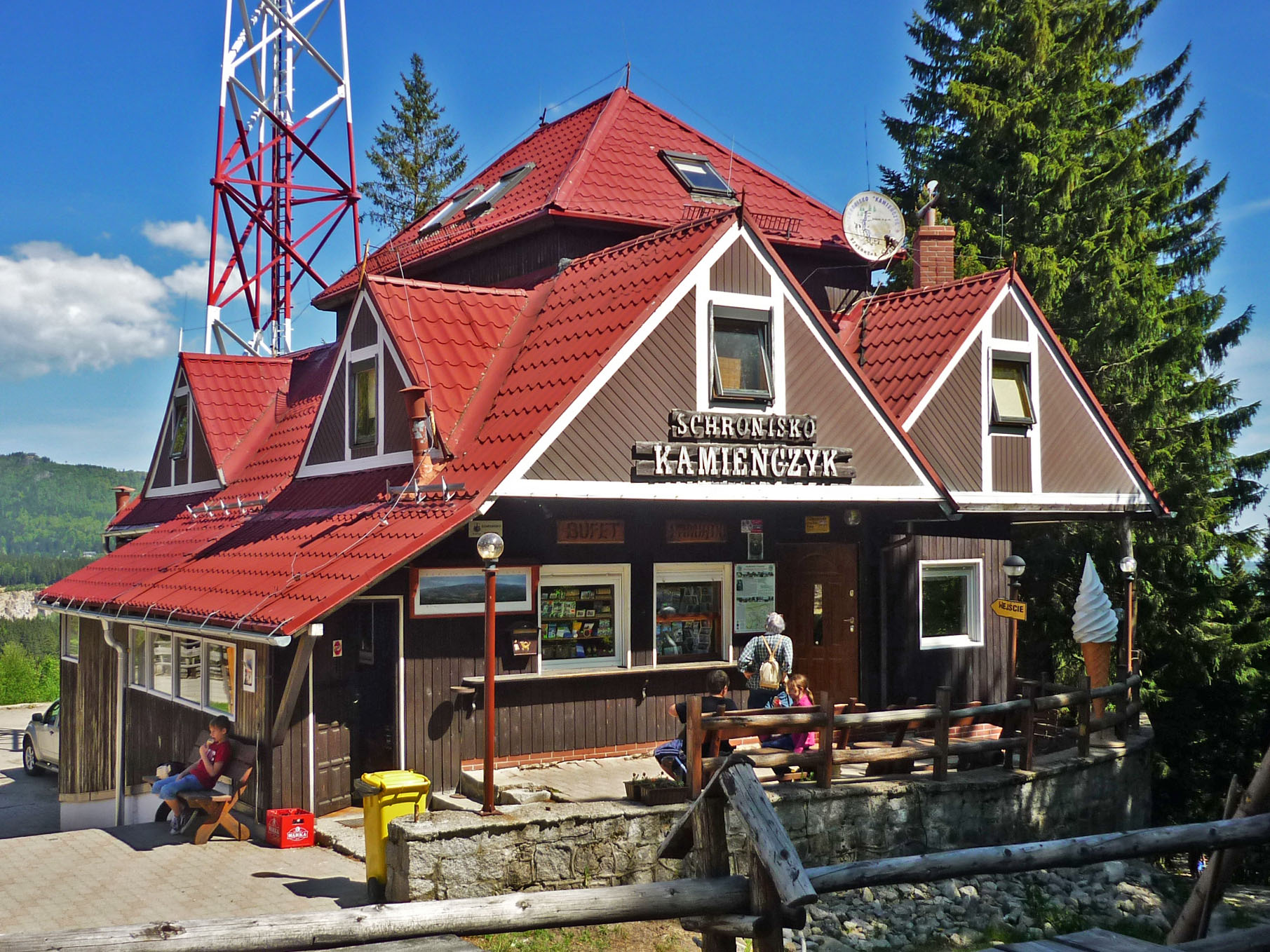
Zackelfallbaude im Hochsommer

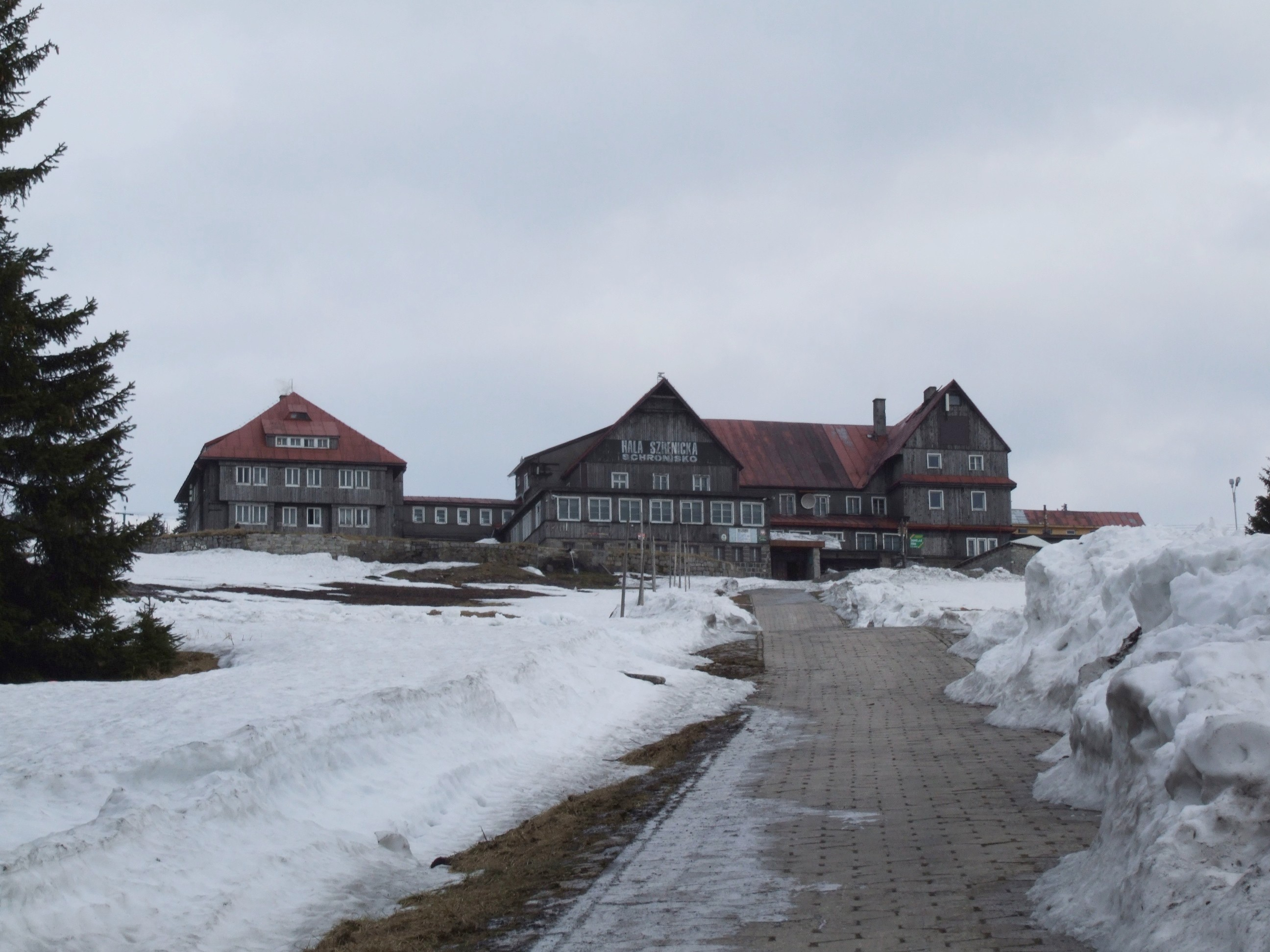
Die Neue Schlesische Baude